# Województwo pomorskie (1945–1950)
Uzasadnienie: Na mocy ustawy z 28 czerwca 1950 r. dotychczasowe województwo pomorskie zostało przemianowane na bydgoskie
Województwo pomorskie – jedno z województw istniejących w Polsce w latach 1945–1950. Obejmowało teren obecnego woj. kujawsko-pomorskiego oraz fragmenty: pomorskiego, wielkopolskiego i warmińsko-mazurskiego. Było jednym z 14 województw w kraju.

## Historia
Województwo pomorskie w przybliżeniu w przedwojennym kształcie reaktywowano dekretem z 21 sierpnia 1944 r. Polskiego Komitetu Wyzwolenia Narodowego. Miało ono z jednej strony nawiązywać do przedwojennego „Wielkiego Pomorza”, a z drugiej – uwzględniać odmienne terytorium państwa polskiego, ukształtowane po II wojnie światowej.
Nowy Pomorski Urząd Wojewódzki rozpoczęto organizować 2 lutego 1945 r. początkowo w Toruniu. 2 marca 1945 r. na szczeblu rządowym zapadła decyzja o przeniesieniu urzędu i dalszej jego organizacji w Bydgoszczy. Decyzję tę motywowano uwzględnieniem dysproporcji potencjału społeczno-gospodarczego pomiędzy oboma miastami, w tym liczby ludności, która miała stanowić zaplecze dla władzy ludowej.
Poszczególne agendy urzędu przemieszczano w okresie od kwietnia do lipca 1945 roku. Toruniowi jako rekompensatę zagwarantowano przodującą rolę w zakresie kultury i oświaty na Pomorzu. Znalazło to odzwierciedlenie w lokalizacji kadry byłego Uniwersytetu Wileńskiego w Toruniu w 1945 r.
30 marca 1945 r. dekretem rządu z województwa pomorskiego ze stolicą w Bydgoszczy wydzielono województwo gdańskie, złożone z 6 powiatów oraz terytorium byłego Wolnego Miasta Gdańska. Odtąd województwo pomorskie obejmowało jedynie południową część dawnego „Wielkiego Pomorza” stanowiąc obszar przejściowy między regionami centralnymi (warszawskie, łódzkie), a nadmorskimi. Przez wyłączenie terenów nadmorskich uzyskało ono charakter etnograficzny kujawsko-pomorski.
7 lipca 1945 r. do województwa pomorskiego włączono dwa powiaty z Okręgu Zachodniopomorskiego: człuchowski i złotowski. Trudności w prowadzeniu jednolitej polityki gospodarczej i administracyjnej (oba powiaty jako poniemieckie podlegały Ministerstwu Ziem Odzyskanych) zaowocowały rozporządzeniem rządu z 29 maja 1946 r., na mocy którego oba powiaty zostały przekazane nowo powołanemu województwu szczecińskiemu.
Lata 1945–1950 stanowiły okres kształtowania się województwa bydgoskiego, które nazywano pomorskim z uwagi na tradycję przedwojenną „Wielkiego Pomorza”. W tym czasie rozważano różne propozycje zmian terytorialnych, które częściowo zostały uwzględnione w reformie administracyjnej z 1950 r.:
- wyłączenie na rzecz Mazowsza powiatów: brodnickiego, lubawskiego i rypińskiego; postulat ten został częściowo uwzględniony w 1950 r. poprzez wyłączenie powiatu lubawskiego (od 1948 r. nowomiejskiego);
- wyłączenie na rzecz regionu Łódzkiego powiatu włocławskiego; zamierzenie to nie doszło do skutku wskutek protestu władz wojewódzkich w Bydgoszczy, które usiłowały zachować cały region etnograficzny Kujaw w stanie niepodzielonym;
- włączenie z Wielkopolski czterech powiatów pałuckich: żnińskiego, mogileńskiego, chodzieskiego i wągrowieckiego; postulat ten został częściowo uwzględniony w 1950 r. poprzez włączenie powiatów: mogileńskiego i żnińskiego do regionu bydgoskiego;
- włączenie z regionu Szczecińskiego powiatów: złotowskiego i człuchowskiego; postulat ten nie został zrealizowany przez władze centralne.

## Województwo pomorskie – stan z 15 maja 1948 r.
Województwo posiadało 23 powiaty, wśród nich 5 miast wydzielonych i 47 niewydzielonych, 188 gmin wiejskich i 2391 gromad.
| Nr                                | Powiat                      |  | Miasto powiatowe      | Pow. [km²] | Ludność |
| --------------------------------- | --------------------------- |  | --------------------- | ---------- | ------- |
| Województwo pomorskie (1945–1950) |                             |  |                       |            |         |
| 1                                 | brodnicki                   |  | Brodnica              | 912        | 51 330  |
| 2                                 | Bydgoszcz miasto            |  | Bydgoszcz             | 75         | 149 529 |
| 3                                 | bydgoski                    |  | Bydgoszcz             | 1334       | 52 691  |
| 4                                 | chełmiński                  |  | Chełmno               | 730        | 48 307  |
| 5                                 | chojnicki                   |  | Chojnice              | 1854       | 64 520  |
| 6                                 | Grudziądz miasto            |  | Grudziądz             | 28         | 49 913  |
| 7                                 | grudziądzki                 |  | Grudziądz             | 758        | 35 146  |
| 8                                 | Inowrocław miasto           |  | Inowrocław            | 37         | 39 839  |
| 9                                 | inowrocławski               |  | Inowrocław            | 1267       | 61 284  |
| 10                                | lipnowski                   |  | Lipno                 | 1535       | 93 073  |
| 11                                | lubawski                    |  | Nowe Miasto Lubawskie | 833        | 44 812  |
| 12                                | nieszawski / aleksandrowski |  | Aleksandrów Kujawski  | 1278       | 105 984 |
| 13                                | rypiński                    |  | Rypin                 | 1188       | 74 944  |
| 14                                | sępoleński                  |  | Sępólno Krajeńskie    | 681        | 29 446  |
| 15                                | szubiński                   |  | Szubin                | 917        | 41 903  |
| 16                                | świecki                     |  | Świecie               | 1533       | 74 668  |
| 17                                | Toruń miasto                |  | Toruń                 | 59         | 76 749  |
| 18                                | toruński                    |  | Toruń                 | 864        | 47 845  |
| 19                                | tucholski                   |  | Tuchola               | 1039       | 35 336  |
| 20                                | wąbrzeski                   |  | Wąbrzeźno             | 673        | 48 801  |
| 21                                | Włocławek miasto            |  | Włocławek             | 25         | 52 970  |
| 22                                | włocławski                  |  | Włocławek             | 1300       | 81 805  |
| 23                                | wyrzyski                    |  | Wyrzysk               | 1101       | 59 549  |